# Eggs
Eggs är en norsk dramakomedifilm från 1995 i regi av Bent Hamer, med Sverre Hansen och Kjell Stormoen i huvudrollerna. Den handlar om två bröder i 70-årsåldern som lever ett rutinbundet liv i en stuga, när en av männens okände vuxne son dyker upp och flyttar in hos dem.
Filmen var Hamers långfilmsdebut och hade premiär vid Quinzaine des réalisateurs, en självständig parallellsektion till Filmfestivalen i Cannes. Den visades på en rad andra festivaler och tilldelades bland annat FIPRESCI-priset vid Toronto International Film Festival. I Norge tilldelades den Amandaprisen för Bästa film och Bästa manliga huvudroll, som delades av Hansen och Stormoen.

## Medverkande
- Sverre Hansen som Moe
- Kjell Stormoen som Far
- Leif Andrée som Konrad
- Juni Dahr som Cylindia Volund
- Ulf Wengård som Vernon
- Trond Høvik som Blomdal
- Alf Conrad Olsen som Jim
- Leif Malmberg som präst